# Persone di cognome Rodríguez/Calciatori
| Questa pagina contiene informazioni ricavate automaticamente dalle voci biografiche con l'ausilio del template Bio e di un bot. L'aggiornamento è periodico e automatico e ricostruisce completamente la pagina. Se manca una persona in questa lista, sei pregato di non aggiungerla, ma accertati piuttosto che la sua voce biografica contenga il template Bio e che i dati anagrafici siano correttamente compilati. Se il template Bio manca, inseriscilo tu stesso o, in alternativa, metti l'avviso {{tmp\|Bio}} che ne segnala la mancanza. Se i dati riportati sono sbagliati, correggi direttamente la voce biografica; le modifiche saranno visibili in questa lista entro pochi giorni. Per chiarimenti vedi il progetto biografie. La lista contiene solo le 51 persone che sono citate nell'enciclopedia e per le quali è stato implementato correttamente il template Bio. Pagina aggiornata al 4 apr 2024. |

Questa è una lista di persone presenti nell'enciclopedia che hanno il cognome Rodríguez e sono calciatori.

## R(51)
- Agapito Rodríguez, ex calciatore peruviano (n. 1965)
- Agustín Rodríguez, calciatore argentino (Lomas de Zamora, n. 2004)
- Alexis Rodríguez, calciatore argentino (Rosario, n. 1996)
- Axel Rodríguez, calciatore argentino (Bahía Blanca, n. 1997)
- Clemente Rodríguez, ex calciatore argentino (Buenos Aires, n. 1981)
- Climaco Rodríguez, calciatore uruguaiano
- César Eduardo Rodríguez, ex calciatore peruviano (n. 1967)
- Denis Rodríguez, calciatore argentino (Rosario, n. 1996)
- Diego Matías Rodríguez, calciatore argentino (Buenos Aires, n. 1989)
- Eduardo Enrique Rodríguez, calciatore argentino (n. 1918 - La Plata, † 2000)
- Ezequiel Rodríguez, calciatore argentino (San Miguel de Tucumán, n. 1990)
- Francesc Rodríguez, calciatore e allenatore di calcio spagnolo (Barcellona, n. 1934 - † 2022)
- Félix Rodríguez, ex calciatore nicaraguense (Bluefields, n. 1984)
- Gabriel Nicolás Rodríguez, calciatore argentino (Buenos Aires, n. 1989)
- Gianni Rodríguez, calciatore uruguaiano (Montevideo, n. 1994)
- Gonzalo Rodríguez, calciatore argentino (Aguilares, n. 1990)
- Gregorio Rodríguez, calciatore argentino (Córdoba, n. 2000)
- Gregorio Rodríguez, calciatore uruguaiano
- Guido Rodríguez, calciatore argentino (Sáenz Peña, n. 1994)
- Ignacio Rodríguez, calciatore argentino (Lomas de Zamora, n. 2002)
- Jay Rodriguez, calciatore inglese (Burnley, n. 1989)
- Jesús Rodríguez, calciatore cubano (Morón, n. 1988)
- Jesús Rodríguez, ex calciatore venezuelano (n. 1968)
- Joao Rodríguez, calciatore colombiano (Cali, n. 1996)
- Jonathan Joel Rodríguez, ex calciatore argentino (Marcos Juárez, n. 1994)
- Jorge Agustín Rodríguez, calciatore argentino (Mendoza, n. 1995)
- Jorge Rodríguez, ex calciatore messicano
- José Adolfo Rodríguez, ex calciatore argentino (Buenos Aires, n. 1922)
- José Antonio Rodríguez, calciatore cubano (Santiago del Cile, n. 1912 - Santiago del Cile, † 1978)
- Memo Rodríguez, calciatore statunitense (Wharton, n. 1995)
- Juan Gabriel Rodríguez, calciatore argentino (General Alvear, n. 1994)
- Juan José Rodríguez, ex calciatore costaricano (n. 1967)
- Juan José Rodríguez, calciatore argentino (General Galarza, n. 1937 - Buenos Aires, † 1993)
- Julio Pablo Rodríguez, ex calciatore uruguaiano (Juan Lacaze, n. 1977)
- Lucas Nahuel Rodríguez, calciatore argentino (Buenos Aires, n. 1993)
- Lucas Rodríguez, calciatore argentino (Florencio Varela, n. 1997)
- Luis Antonio Rodríguez, ex calciatore argentino (Necochea, n. 1985)
- Luis Miguel Rodríguez, calciatore argentino (San Miguel de Tucumán, n. 1985)
- Mario César Rodríguez, ex calciatore honduregno (Potrerillos, n. 1975)
- Mario Rafael Rodríguez, ex calciatore guatemalteco (Città del Guatemala, n. 1981)
- Matías Ezequiel Rodríguez, calciatore argentino (Pablo Podestá, n. 1993)
- Matías Rodríguez, ex calciatore argentino (San Luis, n. 1986)
- Maxi Rodríguez, ex calciatore argentino (Rosario, n. 1981)
- Patricio Julián Rodríguez, calciatore argentino (Quilmes, n. 1990)
- Pedro Rodríguez, calciatore uruguaiano
- Perfecto Rodríguez, calciatore e allenatore di calcio argentino (n. 1933 - † 2013)
- Raymundo Rodríguez, calciatore messicano (n. 1905)
- Sebastián Francisco Ramírez, calciatore argentino (San Pedro, n. 2000)
- Thomas Rodríguez, calciatore cileno (Santiago del Cile, n. 1996)
- Yamila Rodríguez, calciatrice argentina (Posadas, n. 1998)
- Ángel Luis Rodríguez, ex calciatore panamense (n. 1976)